# Az örmény labdarúgó-válogatott szövetségi kapitányainak listája
Az örmény labdarúgó-válogatott szövetségi kapitányai
- Frissítve: 2016. október 11.

| Kapitány                                           | Időszak   | Mérk. | Gy | D | V  | G+ | G- | Győzelem % |
| -------------------------------------------------- | --------- | ----- | -- | - | -- | -- | -- | ---------- |
| Eduard Markarov                                    | 1992–1994 | 6     | 1  | 2 | 3  | 1  | 5  | 16,6%      |
| Szamvel Darbinjan                                  | 1995–1996 | 9     | 1  | 1 | 7  | 5  | 21 | 11,1%      |
| Khoren Hovhanniszjan                               | 1996–1997 | 16    | 2  | 5 | 9  | 10 | 41 | 12,5%      |
| Szouren Barszeghjan                                | 1998–1999 | 14    | 4  | 2 | 8  | 11 | 19 | 28,6%      |
| Varuzsan Szukiaszjan                               | 2000–2001 | 17    | 3  | 7 | 7  | 17 | 27 | 17,6%      |
| Andranik Adamjan (megbízott)                       | 2002      | 1     | 1  | 0 | 0  | 2  | 0  | 100%       |
| Oscar López                                        | 2002      | 2     | 0  | 1 | 1  | 2  | 4  | 0%         |
| Andranik Adamjan (megbízott)                       | 2003      | 1     | 0  | 0 | 1  | 0  | 2  | 0%         |
| Mihai Stoichiţă                                    | 2003–2004 | 10    | 4  | 1 | 5  | 11 | 17 | 40%        |
| Bernard Casoni                                     | 2004–2005 | 8     | 1  | 1 | 6  | 5  | 18 | 12,5%      |
| Henk Wisman                                        | 2005–2006 | 8     | 1  | 1 | 6  | 5  | 14 | 12,5%      |
| Ian Porterfield                                    | 2006–2007 | 10    | 2  | 4 | 4  | 5  | 9  | 20%        |
| Vardan Minaszján (megbízott) Tom Jones (megbízott) | 2007      | 6     | 1  | 1 | 4  | 2  | 8  | 16,6%      |
| Jan Poulsen                                        | 2008–2009 | 12    | 3  | 4 | 5  | 9  | 19 | 25%        |
| Vardan Minaszján                                   | 2009–2014 | 39    | 14 | 4 | 21 | 56 | 58 | 35,9%      |
| Bernard Challandes                                 | 2014–2015 | 9     | 1  | 1 | 7  | 9  | 23 | 11,1%      |
| Szargisz Hovszepjan (megbízott)                    | 2015      | 4     | 0  | 1 | 3  | 2  | 9  | 0%         |
| Varuzsan Szukiaszjan                               | 2015–2016 | 7     | 2  | 1 | 4  | 12 | 12 | 28,6%      |
| Artur Petroszjan                                   | 2016–     | 2     | 2  | 0 | 0  | 5  | 2  | 100%       |

## Fordítás
- Ez a szócikk részben vagy egészben az Armenia national football team című angol Wikipédia-szócikk ezen változatának fordításán alapul.  Az eredeti cikk szerkesztőit annak laptörténete sorolja fel. Ez a jelzés csupán a megfogalmazás eredetét és a szerzői jogokat jelzi, nem szolgál a cikkben szereplő információk forrásmegjelöléseként.